# Між двох часів
«Між двох часів» (англ. Time and Again) — науково-фантастичний роман американського письменника Джека Фінні, написаний у 1970 році. Роман присвячений темі подорожі у часі. У ньому подорож у часі відбувається без допомоги технічних можливостей, а лише коштом психічних сил мандрівника.

## Зміст
Восени 1970 року в Нью-Йорку художник і мультиплікатор Саймон Морлі отримав пропозицію від Рубена Праєна, майора армії США, взяти участь у секретному урядовому проєкті. Не знаючи про що йдеться — за винятком того, що він був, мабуть, єдино можливий кандидат з одного мільйона, він кидає свою роботу в рекламному агентстві й шукає адресу, що дав йому Праєн. За цією адресою знаходиться великий склад транспортної компанії, яка є лише прикриттям для секретного урядового проєкту. Керівник проєкту, доктор Данцигер, пояснює йому, що тут розробляються проєкти проведення подорожей у часі. При цьому моделюється якомога точніший цільовий пункт призначення і час призначення, щоб кандидати могли підготуватися фізично, і особливо психологічно, до відповідної історичної обстави. Щоб уникнути анахронізмів все це ретельно контролюється істориками. З описаної у романі вигаданої теорії, минуле і сьогодення існують одночасно, пліч-о-пліч. Таким чином, кандидати можуть за допомогою самогіпнозу переміститися в часі, у будь-який потрібний час, і перебувати в ньому, якщо навколишня обстава поблизу точно збігається з тогоденням.
У Кейт, подруги Саймона, від її діда, Ендрю Кармоді, радника президента Клівленда, є лист проштампований в дивному місці й датований 23 листопада 1882 року. У листі йдеться про те, що відправлення цього листа повинне викликати вогонь на знищення всього світу… З цим листом у руці дід наклав на себе руки. Саймон вирішує, за підтримкою доктора Данцигера, переміститися в той час, щоб подивитися, хто надіслав цього листа. Квартира в історичній будівлі «Дакота» перебудовується в квартиру в старому стилі та обладнується технікою 1882 року. Після кількох днів адаптації Саймону вдається переміститися у 1882 рік лише на дуже на короткий час.

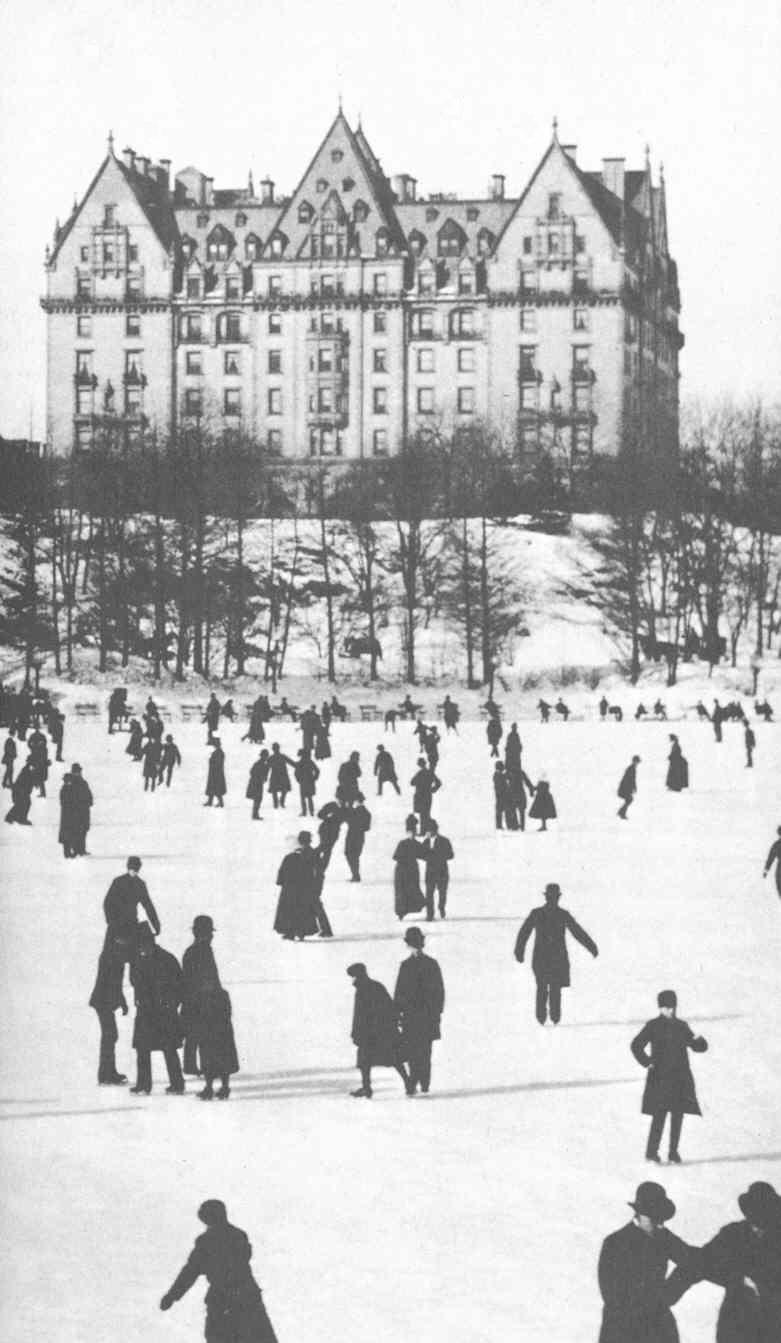
Дакота у 1880-ті

Під час своєї другої, більш тривалої подорожі, він бачить чоловіка, який кидає листа до поштової скрині, і йому вдається прочитати адресу відправника. Після повернення у 1970 рік, відбувається порівняння його знання про сьогодення із загальним знанням, щоб визначити, чи не змінюється сьогодення через його подорож у часі та через його присутність у минулому. Оскільки, на їх погляд, нічого не змінилося, Саймон отримує від доктора Данцигера дозвіл повернутися в минуле і спостерігати за цією людиною. Під час третьої мандрівки він знаходить адресу — це маленький пансіон. І особисто знайомиться з юнаком, Джейком Пікерінгом, що проживає в цьому пансіоні. Пікерінг відчуває потяг до Джулії, племінниці господаря пансіону, але вона не розглядає хлопця, як свого обранця. Наступного дня Симон підслуховує розмову між Пікерінгом і Ендрю Кармоді (майбутнім дідом Кейт), і розуміє, що Пікерінг його шантажує.
Знову 1970 рік. Там Саймону повідомляють, що після нетривалої мандрівки іншого мандрівника у часі, трапилася зміна сьогодення. Після цього доктор Данцігер вирішив припинити проєкт. Він звільняється. Однак, проєкт продовжений під новим керівництвом. Саймон також вирішує продовжити свою участь у проєкті. Знову прибувши у 1882 рік, він дізнається, що Джулія і Пікерінг офіційно заручилися. Тоді Саймон повідомляє Юлії про шантаж Пікерінга, і вона вирішує разом з Саймоном підгледіти, як буде відбуватися передача грошей. Вони спостерігають за цією подією через саморобну дірку у дерев'яній стіні. Під час передачі грошей виникає сварка між Пікерінгом і Кармоді, виникає пожежа, і кімната гине у вогні. Саймон і Джулія викриті Пікерінгом і Кармоді. В останній момент Саймон і Джулія рятуються з  будинку у полум'ї. Згодом Саймон дізнається, що ця будівля була до недавнього часу штаб-квартирою Світової редакції (газети New York World). Тим часом Пікерінг, зовнішність якого через важкі опіки повністю змінилась, успішно прийняв особу померлого Ендрю Кармоді. Він дозволяє заарештувати Саймона і Джулію, але їм вдається втекти в майбутнє з держаком смолоскипа Статуї Свободи, яка стоїть у Медісон сквер, і вони міняють її в 1970 році. Доки сьогодення не запанувало і не зруйнувало Джулію, вона встигає повернутися у свій час. У проєкті Саймон дізнається від нового керівництва, що він може перейти назад до 1882 року, щоб спостерігати за Кармоді-Пікерінгом, президентом Клівленда. Йому потрібно діяти в інтересах держави США, і зіграти суттєву роль у відносинах США з Фіделем Кастро. Саймон пориває свої стосунки з Кейт, і повертається в минуле. Там він запобігає знайомству батьків Данцигера і, таким чином, народженню Данцигера, тобто — виникненню проєкту. Сам Саймон назавжди залишається в 19-му столітті.

## Нотатки
- Книга ілюстрована сучасними фотографіями та малюнками. У романі Саймон Морлі стверджує, про деякі з них, що вони були виготовлені ним самим.
- У 1994 році роман виграв у Франції Grand Prix de l imaginaire в категорії «Найкращий іноземний роман».
- Продовження "З часу у час" (From Time to Time) з'явилося у 1995 році незадовго до смерті автора.
- Хоча це науково-фантастичний роман, він розглядався також як детективний роман, тому що у ньому є менш напружені науково-фантастичні деталі.[2] Таким чином, він отримав у США премію читачів Murder Ink.[3]
- У 1975 році вийшов подібний роман Річарда Метісона "Час повернення бюлетнів", в якому герой подорожує часом за допомогою самогіпнозу у готелі. У 1980 році його було екранізовано під назвою «Смертельна мрія»[4] з Крістофером Ривом і Джейн Сеймур у головних ролях.